# Alliopsis brunneigena
Alliopsis brunneigena är en tvåvingeart som först beskrevs av Johann Andreas Schnabl 1915.  Alliopsis brunneigena ingår i släktet Alliopsis och familjen blomsterflugor. Arten är reproducerande i Sverige. Inga underarter finns listade i Catalogue of Life.